# Hemiphlebiidae
Hemiphlebiidae zijn een familie van juffers (Zygoptera), een van de drie suborden van de libellen (Odonata). De familie telt één geslacht en één soort.

## Geslachten
De familie omvat het volgende geslacht:
- Hemiphlebia Selys, 1868